# Don't Save Me
"Don't Save Me" je skladba amerického indie rockového tria Haim z jejich debutového alba nazvaného Days Are Gone. Poprvé tento singl vyšel v Británii, a to 8. listopadu 2012. Jde o jejich druhý singl z debutového alba. Skladba se v britské singlové hitparádě nejvýše umístila na 32. příčce. Píseň měla premiéru 16. října 2012 na rozhlasové stanici BBC Radio 1 s přízviskem 'Hottest Record'.

## Hudební videoklip
Hudební video doprovávazející vydání singlu "Don't Save Me" byl poprvé zveřejněno 26. listopadu 2012 na oficiálním kanálu skupiny na YouTube. Je dlouhé 3 minuty a 56 sekund.

## Seznam skladeb
7" singl a digitální stažení
1. Don't Save Me - 3:52
2. Send Me Down - 4:19

10" singl
Strana A -
1. Don't Save Me - 3:52
2. Send Me Down - 4:19

Strana B -
1. Don't Save Me - 5:17 (Cyril Hahn Remix)

## Hitparády
23. prosince 2012 se skladba poprvé dostala do britské hitparády UK Singles Chart, a to na pozici 74.
6. ledna 2013 se skladba opětovně dostala na žebříček UK Top 100 jako číslo 51, následující týden se skladba vyhoupla na 32. místo.
| Hitparáda (2012/13)                      | Nejvyšší pozice |
| ---------------------------------------- | --------------- |
| Austrálie (ARIA)                         | 66              |
| Belgie (Ultratop 50 Flanders)            | 28              |
| Irsko (IRMA)                             | 70              |
| Skotsko (Official Charts Company)        | 32              |
| Velká Británie (Official Charts Company) | 32              |

## Historie vydání
| Region             | Datum            | Formát            | Vydavatelství   |
| ------------------ | ---------------- | ----------------- | --------------- |
| Spojené království | 8. listopad 2012 | Digitální stažení | Polydor Records |